# Hydrophiinae
As serpentes marinhas, serpentes do mar ou cobras do mar (Hydrophiinae) são uma subfamília de serpentes venenosas que habitam ambientes marinhos. A maioria está amplamente adaptada a uma vida totalmente aquática e é incapaz de se mover na terra, exceto para o gênero Laticauda, que possui movimento limitado em terra. São encontradas em águas costeiras quentes do Oceano Índico ao Pacífico e estão intimamente relacionados com as cobras terrestres venenosas na Austrália.
Todas as serpentes marinhas têm caudas em forma de remo e muitas têm corpos comprimidos lateralmente, o que lhes dá uma aparência semelhante a uma enguia. Ao contrário dos peixes, não possuem guelras e devem emergir à superfície regularmente para respirar. Entre este grupo, estão espécies com alguns dos venenos mais potentes de todas as serpentes. Alguns têm disposições gentis e mordem apenas quando provocados, enquanto outros são muito mais agressivos. Atualmente, 17 gêneros são descritos como serpentes marinhas, compreendendo 69 espécies.

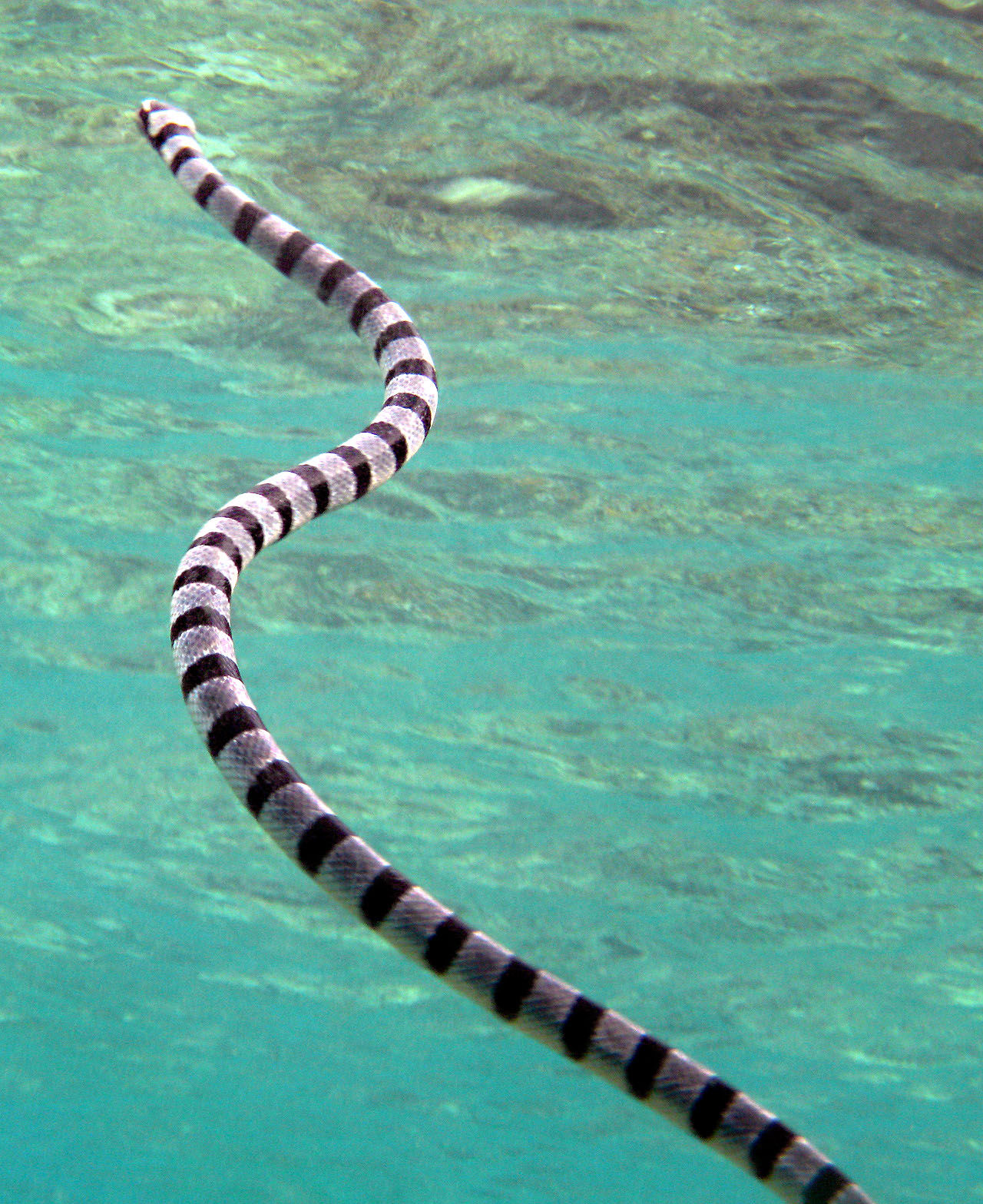
Laticauda colubrina

## Descrição
A maioria das serpentes marinhas adultas possuem entre 120 e 150 cm, com as maiores, Hydrophis spiralis, alcançando um tamanho máximo de 3 m. Seus olhos são relativamente pequenos, com uma pupila redonda e a maioria possui narinas localizadas dorsalmente. Os crânios não diferem significativamente daqueles dos elapídeos terrestres, embora sua dentição seja relativamente primitiva, com presas curtas e (com exceção de Emydocephalus) bem como 18 dentes menores atrás da maxila superior.
A maioria das cobras marinhas é completamente aquática e se adaptaram aos ambientes marinhos de várias maneiras. A adaptação mais característica é uma cauda em forma de remo, que melhorou sua capacidade de nadar. Em um grau variável, os corpos de muitas espécies são achatados lateralmente, especialmente em espécies pelágica. Isso geralmente causa a redução das escamas ventrais, o que pode dificultar a distinção de escamas adjacentes. A falta de escamas ventrais significa que se tornaram virtualmente desamparados em terra, mas como vivem todo o seu ciclo de vida no mar, não precisam deixar a água.
O único gênero que manteve as escamas ventrais aumentadas é Laticauda, com apenas cinco espécies. Essas cobras são consideradas mais primitivas, pois ainda passam grande parte do tempo em terra, onde suas escamas ventrais proporcionam a aderência necessária. As espécies de Laticauda também são as únicas cobras marinhas com escamas internasais, ou seja, suas narinas não estão localizadas dorsalmente.
Como a língua de uma cobra pode cumprir sua função olfativa mais facilmente sob a água, sua ação é curta em comparação com a das espécies de cobras terrestres. Apenas as pontas bifurcadas se projetam da boca através de um entalhe dividido no meio da escala rostral. As narinas têm válvulas que consistem em um tecido esponjoso especializado para excluir a água, e a traqueia pode ser puxada até onde a curta passagem nasal se abre para o céu da boca. Esta é uma adaptação importante para um animal que precisa emergir para respirar, mas pode estar com a cabeça parcialmente submersa ao fazê-lo. O pulmão tornou-se muito grande e se estende por quase todo o comprimento do corpo, embora se pense que a parte posterior se desenvolveu para ajudar na flutuabilidade em vez de trocar gases. O pulmão estendido possivelmente também serve para armazenar ar para os mergulhos.
A maioria das espécies de cobras marinhas consegue respirar pela parte superior da pele. Isso é incomum para répteis, porque sua pele é grossa e escamosa, mas experimentos com a cobra marinha preta e amarela, Hydrophis platurus (uma espécie pelágica), mostraram que esta espécie pode satisfazer cerca de 25% de suas necessidades de oxigênio desta maneira, o que permite mergulhos prolongados.

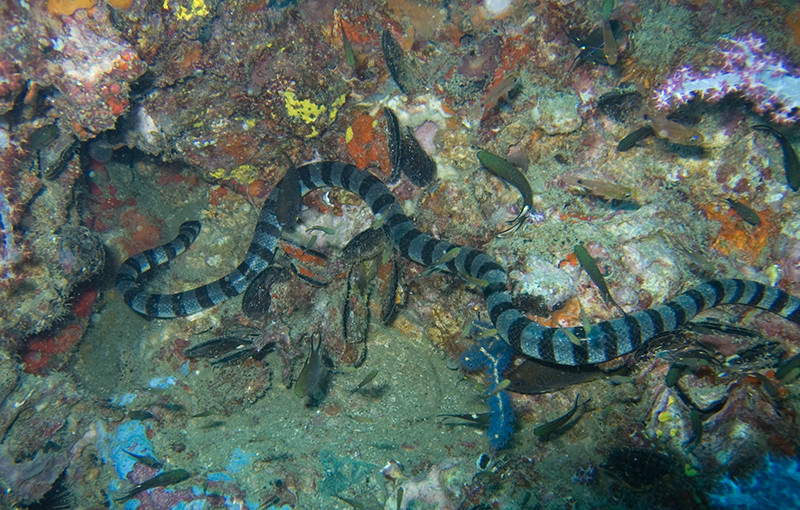
Laticauda laticaudata

Como outros animais terrestres que se adaptaram à vida em um ambiente marinho, as cobras marinhas ingerem muito mais sal do que seus parentes terrestres, por meio de suas dietas e quando a água do mar é inadvertidamente engolida. Para regular a concentração de sal no sangue, nas cobras marinhas, as glândulas sublinguais posteriores, localizadas sob e ao redor da bainha da língua, evoluíram para permitir que expelissem o sal com a ação da língua.
O padrão das escamas de serpentes marinhas é altamente variável. Ao contrário das espécies de serpentes terrestres que têm escamas sobrepostas para proteção contra abrasão, as escamas da maioria das cobras marinhas pelágicas não se sobrepõem. As espécies que habitam recifes, como as do gênero Aypisurus, apresentam escamas sobrepostas para se proteger da abrasão causada pelo coral. As escamas podem ser lisas, em forma de quilha, espinhosas ou granulares, as últimas muitas vezes parecendo verrugas. A Cobra-do-mar-pelágio tem escamas corporais que são "parecidas com pinos", enquanto as da cauda são placas hexagonais justapostas.

## Distribuição e habitat
As cobras marinhas estão principalmente confinadas às águas tropicais quentes do Oceano Índico e oeste do Oceano Pacífico, com algumas espécies encontradas na Oceania. A distribuição geográfica de uma espécie, a cobra-do-mar-pelágio, é uma das mais amplas entre todos os répteis, com exceção de algumas espécies de tartarugas marinhas. Estende-se desde a costa leste da África, de Djibouti no norte até a Cidade do Cabo no sul, através do Oceano Índico, Pacífico, do sul até a costa norte da Nova Zelândia, todo o caminho até a costa oeste das Américas, onde ocorre do norte do Peru ao sul (incluindo as Ilhas Galápagos), até o Golfo da Califórnia ao norte. Espécimes isolados foram encontrados no extremo norte de San Diego e Oxnard, nos Estados Unidos.
Serpentes marinhas não ocorrem no Oceano Atlântico.
Apesar de suas adaptações marinhas, a maioria das serpentes marinhas prefere águas rasas perto da terra, ao redor de ilhas e, especialmente, águas pouco protegidas, bem como perto de estuários. Outras, como P. platurus, com ampla distribuição em áreas tropicais dos oceanos Pacífico e Índico, sendo ocasionalmente transportadas por correntes para águas temperadas, longe de suas zonas regulares de reprodução e alimentação.
Algumas serpentes marinhas habitam manguezais e habitats similares de água salobra, enquanto outras habitam água doce sem litoral, como é o caso de Hydrophis semperi, que ocorre no Lago Taal nas Filipinas, e Laticauda crockeri, que ocorre no Lago Te Nggano na Ilha Rennell nas Ilhas Salomão.

## Taxonomia
As cobras marinhas foram inicialmente consideradas como uma família unificada e separada, os Hydrophiidae, que mais tarde passaram a compreender duas subfamílias: os Hydrophiinae, ou verdadeiras cobras marinhas aquáticas (16 gêneros com 57 espécies), e a mais primitiva Laticaudinae (um gênero, Laticauda, com cinco espécies). Por fim, quando ficou claro o quão intimamente relacionadas as cobras marinhas estão aos elapídeos, a situação taxonômica tornou-se menos bem definida. Alguns taxonomistas responderam movendo as cobras marinhas para os Elapidae, criando assim as subfamílias Elapinae, Hydrophiinae e Laticaudinae, embora o último possa ser omitido se Laticauda for incluído nos Hydrophiinae. Ninguém ainda foi capaz de elaborar de forma convincente as relações filogenéticas entre os vários subgrupos elapídeos, e a situação ainda não está clara. Portanto, outros optaram por continuar a trabalhar com os arranjos tradicionais mais antigos, mesmo que apenas por razões práticas, ou por agrupar todos os gêneros em Elapidae, sem subdivisões taxonômicas, para refletir o trabalho que resta a ser feito.
- Acalyptophis
- Aipysurus
- Antaioserpens
- Astrotia
- Emydocephalus
- Enhydrina
- Ephalophis
- Hydrelaps
- Hydrophis
- Kerilia
- Kolpophis
- Lapemis
- Laticauda
- Parahydrophis
- Pelamis
- Praescutata